# اس‌تی‌اس-۳۲
STS-۳۲ (انگلیسی: STS-32) سی و سومین ماموریت فضایی ناسا و نهمین ماموریت شاتل فضایی کلمبیا بود. شاتل فضایی از پایگاه فضایی کندی به فضا پرتاب شد. 